# Multifoods Tower
La Multifoods Tower, aussi appelée Minneapolis City Center est un gratte-ciel situé au 33 South 6th Street dans la ville de Minneapolis aux États-Unis. Avec 203 mètres et 52 étages, il s'agit du quatrième plus haut immeuble de la ville.